# Iván Díez
Iván Díez, seudónimo de Augusto Arturo Martini (Mar del Plata, 1897-1960) fue un conocido comentarista radial de box, periodista y poeta de tango argentino. Es autor, entre otros del conocido poema "Amablemente", que grabara Edmundo Rivero.
(*) Augusto Martini utilizó inicialmente el seudónimo de Antonio Timarni (anagrama de Martini), y con él escribió sus primeras canciones. Luego cambió el seudónimo por el de Iván Diez, en tanto que su amigo Antonio Polito adoptó el de Antonio Timarni.

## Biografía
Escribió su primer tango en 1923, Te armarás, con Biafore y utilizando el seudónimo de Antonio Timarni. Fue muy amigo de Carlos Gardel, quien grabó varios de sus tangos, como Sueño marchito, Noviecita mía, Knock-out de amor y Almagro -los dos últimos con músicas de San Lorenzo-. Tras la tragedia de Medellín, escribió un bello poema titulado "¡Ha muerto Carlos Gardel!"
Como periodista escribió en las revistas Fray Mocho, Sintonía, El Hogar, La Cancha y los diarios Última Hora, Democracia, y Crítica.
Como relator deportivo, se hizo famoso por sus relatos de box.

## Obra

### Poemas
Algunos de sus poemas más conocidos son:
- Amablemente
- Chacarita
- El director artístico
- Feca con chele
- La "serva"
- Mangos

### Tangos
- "Sueño Marchito"
- "Noviecita Mía"
- "Knock-out de Amor"
- "Almagro"

Canción
"Tendrás un altar" (Busco un rincón lejano)